# Lörrach
Lörrach là một đô thị trong huyện Lörrach bang Baden-Württemberg thuộc nước Đức. Đô thị Lörrach có diện tích 39,43 km², dân số là 47.707 người. Lörrach nằm trong thung lũng Wiese, gần biên giới Pháp, Thụy Sĩ. Trong thành phố có nhà máy sản xuất sô cô la Milka, là nhà máy lớn nhất tại thành phố này.